# Edmund Moeller

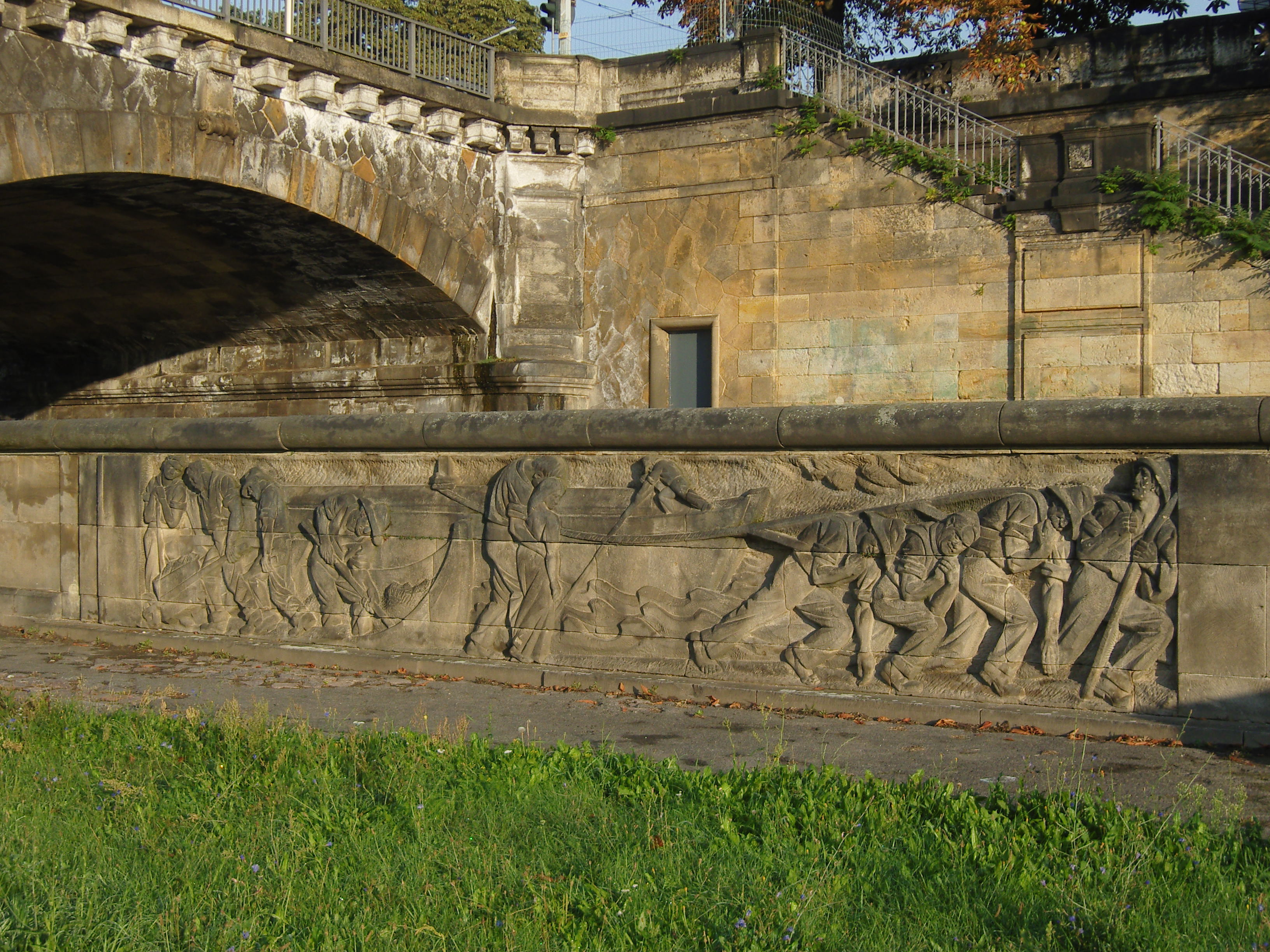
Relief an der Albertbrücke

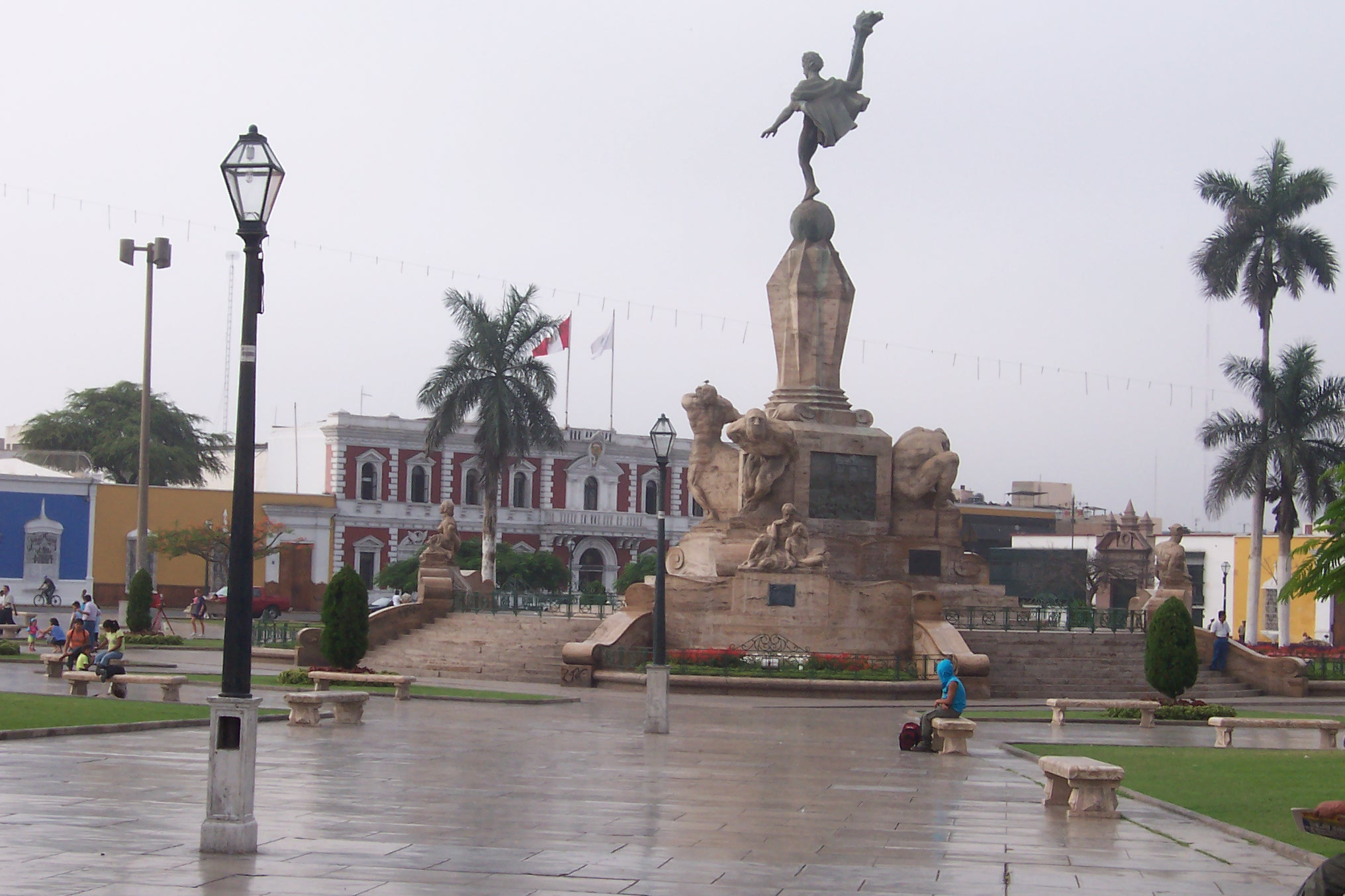
Freiheitsdenkmal in Trujillo (Peru)

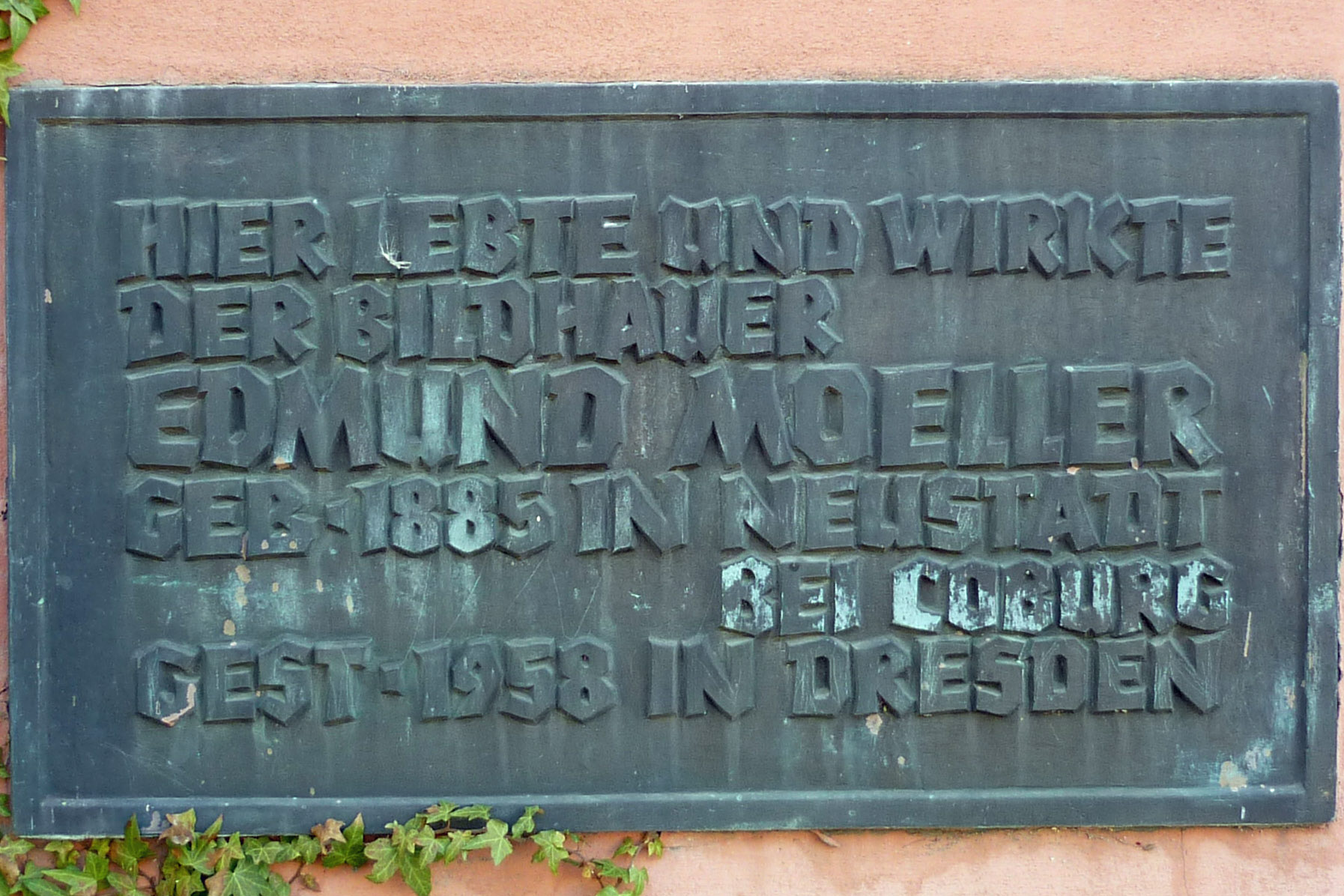
Gedenktafel für Edmund Moeller am Haus Gostritzer Str. 10 in Dresden

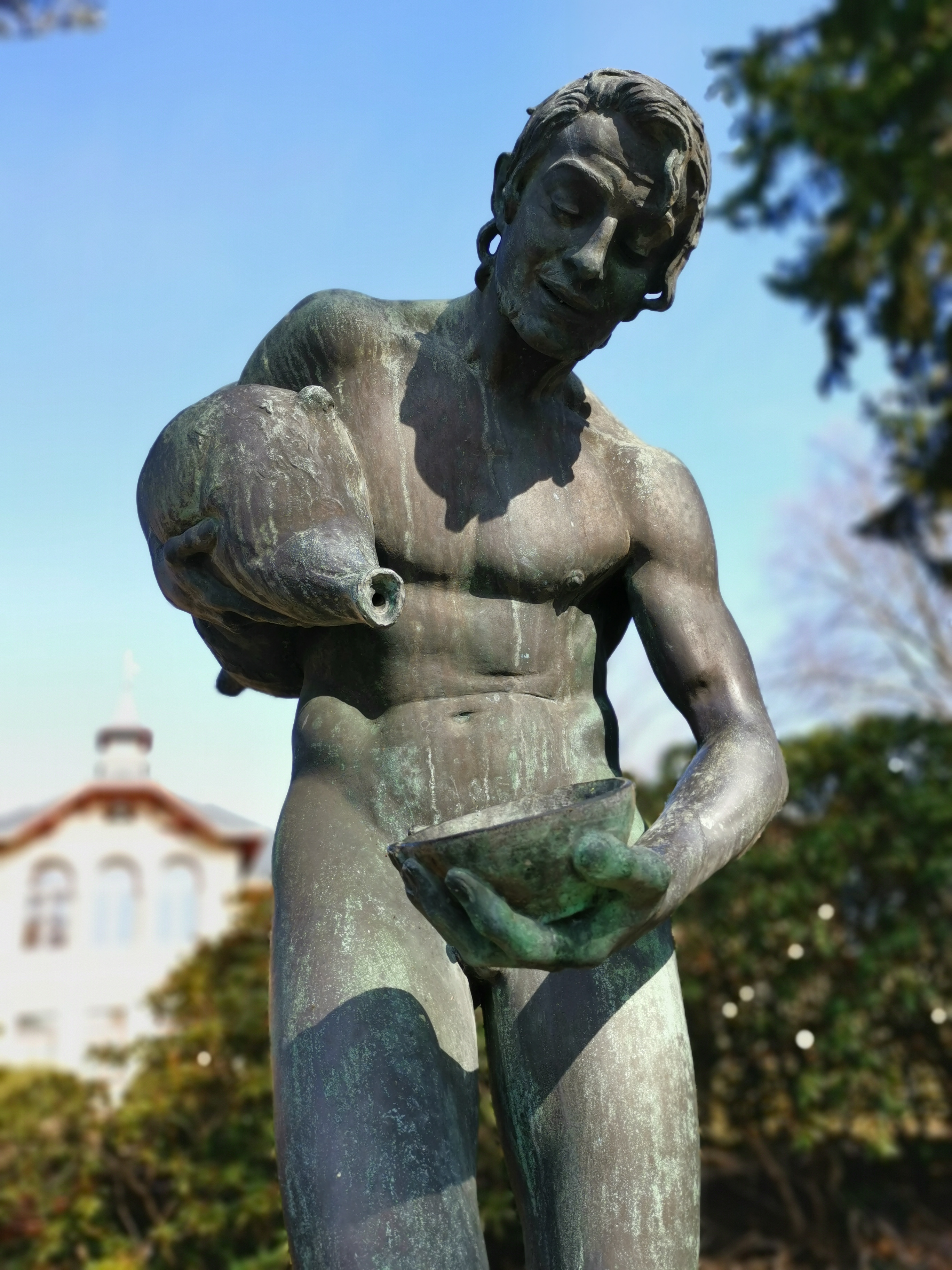
Plastik "Wasserschöpfer" in der Heilstätte Lindenhof in Coswig

Edmund Moeller (* 8. August 1885 in Neustadt bei Coburg; † 19. Januar 1958 in Dresden) war ein deutscher Bildhauer.

## Leben
Edmund Moeller begann sein Studium an der Königlichen Akademie der Bildenden Künste Dresden im Sommerhalbjahr 1904 bei Heinrich Epler, ab Sommerhalbjahr 1905 bis Winterhalbjahr 1907/08 studierte er im Atelier von Robert Diez. Er setzte seine Studien später in Düsseldorf fort und lebte fünf Jahre in Rom, dann in Dresden. Moeller nahm am Ersten Weltkrieg teil und war 1916 in der Galerie Ernst Arnold auf der „Zweiten Ausstellung Dresdner Künstler die im Heeresdienst stehen“ vertreten.
Neben zahlreichen Porträtplastiken für das Dresdner Hygienemuseum schuf er auch das Relief Die Bomätscher am Neustädter Elbufer unterhalb der Dresdner Albertbrücke. Die Marmorreliefs Die zu bekehrende Gemeinde und Die bekehrte Gemeinde sind in der Thomaskirche an der Bodenbacher Straße in Dresden-Gruna aufgestellt. Den Kunstpreis der Stadt Dresden erhielt er 1939 für sein Wirken. Es sollte die letzte (bekannte) Würdigung Moellers sein.
Als bekanntestes seiner Werke gilt das 1929 eingeweihte peruanische Freiheitsdenkmal in Trujillo, das Monumento a la Libertad, das noch heute ein Sinnbild des peruanischen Unabhängigkeitskrieges darstellt. Von Künstlerkollegen wegen seines Erfolges beneidet, geriet er wegen fehlender Aufträge nach 1940 in finanzielle Schwierigkeiten. Verschuldet und fast vergessen, starb er am 19. Januar 1958 in Dresden.
Weitere seiner Arbeiten sind in der Dresdner Skulpturensammlung im Albertinum und in der Städtischen Galerie Dresden vertreten sowie im Garten seines Atelierhauses in Dresden. Für den Bau des Freiheitsdenkmals in Trujillo erhielt er von der peruanischen Regierung den höchsten peruanischen Staatspreis, den Orden El Sol del Perú, sowie den Professorentitel. Vom Preisgeld baute sich Moeller ein Wohn- und ein großzügiges Atelierhaus auf der Gostritzer Straße 10 in Dresden. Es wird heute von der Künstlergenossenschaft Kunst+Bau verwaltet, die 2005 zu seinem 120. Geburtstag ein Buch über sein Wirken veröffentlichte, um die Erinnerung an ihn wachzuhalten.

## Auszeichnungen
- 1928: Ehrenbürgerschaft der Stadt Neustadt b.Coburg
- 1939: Kunstpreis der Stadt Dresden